# Старий Київ
Стари́й Ки́їв (Ве́рхнє мі́сто, іноді Старе́ мі́сто ) — історична місцевість в центрі Києва, адміністративно-територіально належить до сьогоднішнього Шевченківського району, найдавніша частина міста. Орієнтовні межі — Андріївська церква, Володимирська гірка, Майдан Незалежності, Золоті ворота, Київський велотрек, Львівська площа. Головні площі і вулиці — Софійська і Михайлівська площі, вулиці Володимирська, Велика Житомирська, Ярославів Вал. Включає до себе літописні місто Ярослава, місто Володимира.

Середмістя Києва:
Городок Кия
Город Володимира
Город Ярослава

## Історія та міфологія
Старий Київ є історичним ядром Києва. З Андріївською горою пов'язана легенда про Св. Андрія Первозваного, який дві тисячі років тому пророкував появу Києва:
|                                                    | Бачите гори оці? Яка на горах цих возсія благодать Божа, і має бути го́род великий, і багато церков Бог воздвигне. Оригінальний текст (давньоруська) видите горы сиꙗ . ꙗко на сихъ горахъ въсиꙗеть блгд҃ть б͠жиꙗ . имать и городъ великъ быти . и ц͠ркви мьногы имат̾ б͠ъ въздвигнѹти . |
| — «Повість врем'яних літ», переклад В. В. Яременка | |

Саме на території Старого Києва збудовано першу кам'яну церкву Русі — Десятинну церкву (кінець X століття), тут ще за часів Київської Русі виникла перша школа і перша школа для дівчат за сприяння сестри Мономаха Янки Всеволодівни. Поблизу Андріївської церкви знаходилося декілька князівських палаців. До міста вели декілька воріт: Лядські, Жидівські, Золоті (руїни збереглися), Софійські, існував в'їзд з боку Подолу. Територія зруйнована 1240 року під час нападу монголо-татар. У ті часи більшість кам'яних храмів і монастирів було знищено.
У XVII столітті на території Старого Києва виникають слобідки, де проживає московське військо. У 1830—1850-х роках місцина переплановується, проводяться археологічні дослідження, які дали змогу відкрити рештки Золотих воріт, Ірининської церкви. Відтоді сюди переноситься управлінський і діловий центр Києва. 1 липня 1894 року електричний трамвай з'єднав Думську площу (тепер Майдан Незалежності) і Сінну площу (тепер Львівська площа) по Великій Житомирській вулиці. У 1905 році відкрився фунікулер, що зв'язує Поділ з Верхнім містом.
На території Старого Києва збереглися унікальні пам'ятки, що є перлинами культурної та духовної спадщини України: Софійський собор (приблизно 1017—1032 роки) та споруди колишнього Софійського монастиря (кінець XVII — середина XVIII століття), руїни Золотих воріт (після XI століття), Михайлівський Золотоверхий собор (XII століття, відбудований у 1997—2001 роках), Андріївська церква (середина XVIII століття). Збереглися численні житлові та громадські споруди середини XIX — першої половини XX століття. У 1930-ті роки існували проекти докорінної перебудови цього району, однак ці проекти реалізовані не були (однак було знищено Михайлівський Золотоверхий собор, Трьохсвятительську, Георгіївську та Десятинну церкви).

## Сьогодення
У наш час цей район — діловий центр міста, туристичний центр Києва. Тут діють Музей історії України, Софійський музей-заповідник, Музей духовної спадщини (експонуються ікони починаючи з XIV століття). Територія поблизу Андріївської церкви оголошена заповідною.

## Галерея

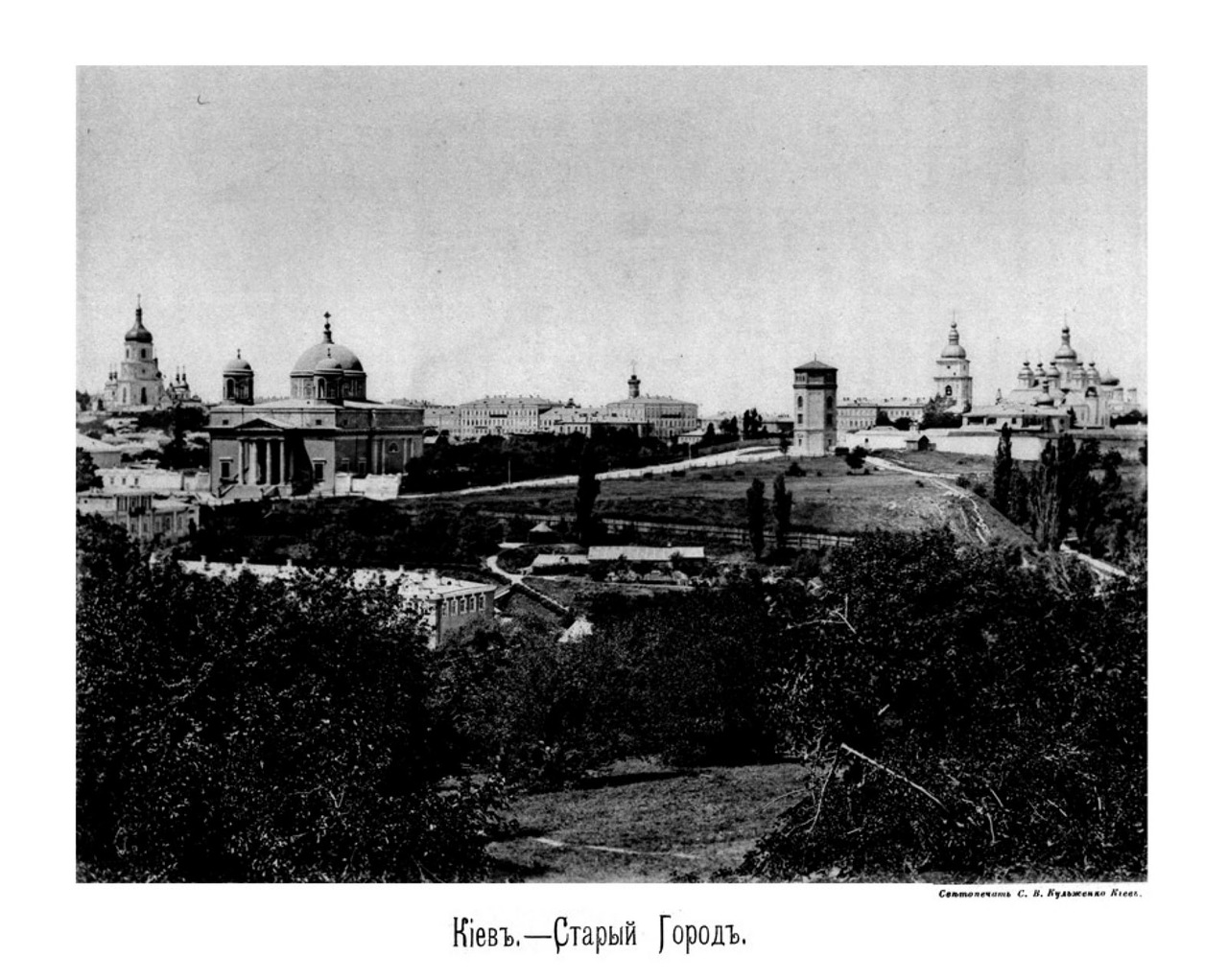
Старе місто, 1888 рік
Софіївський собор
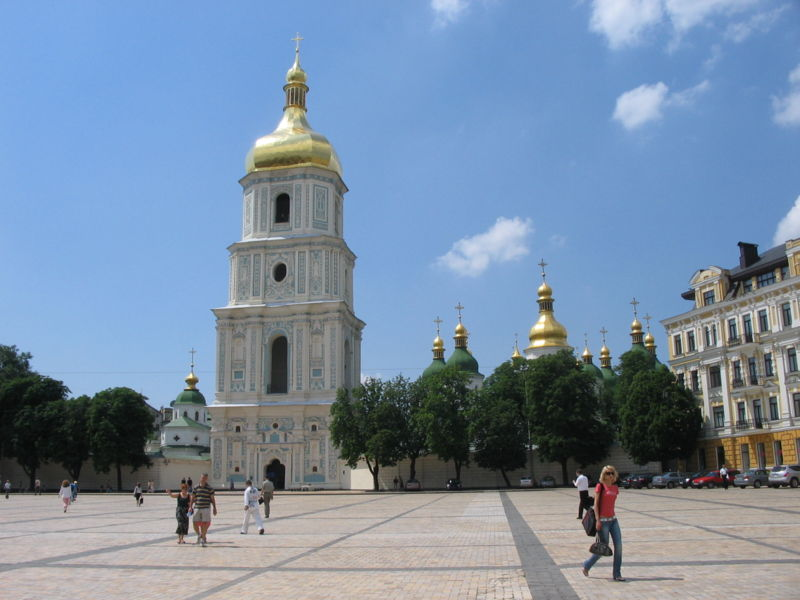
Дзвіниця Софійського собору
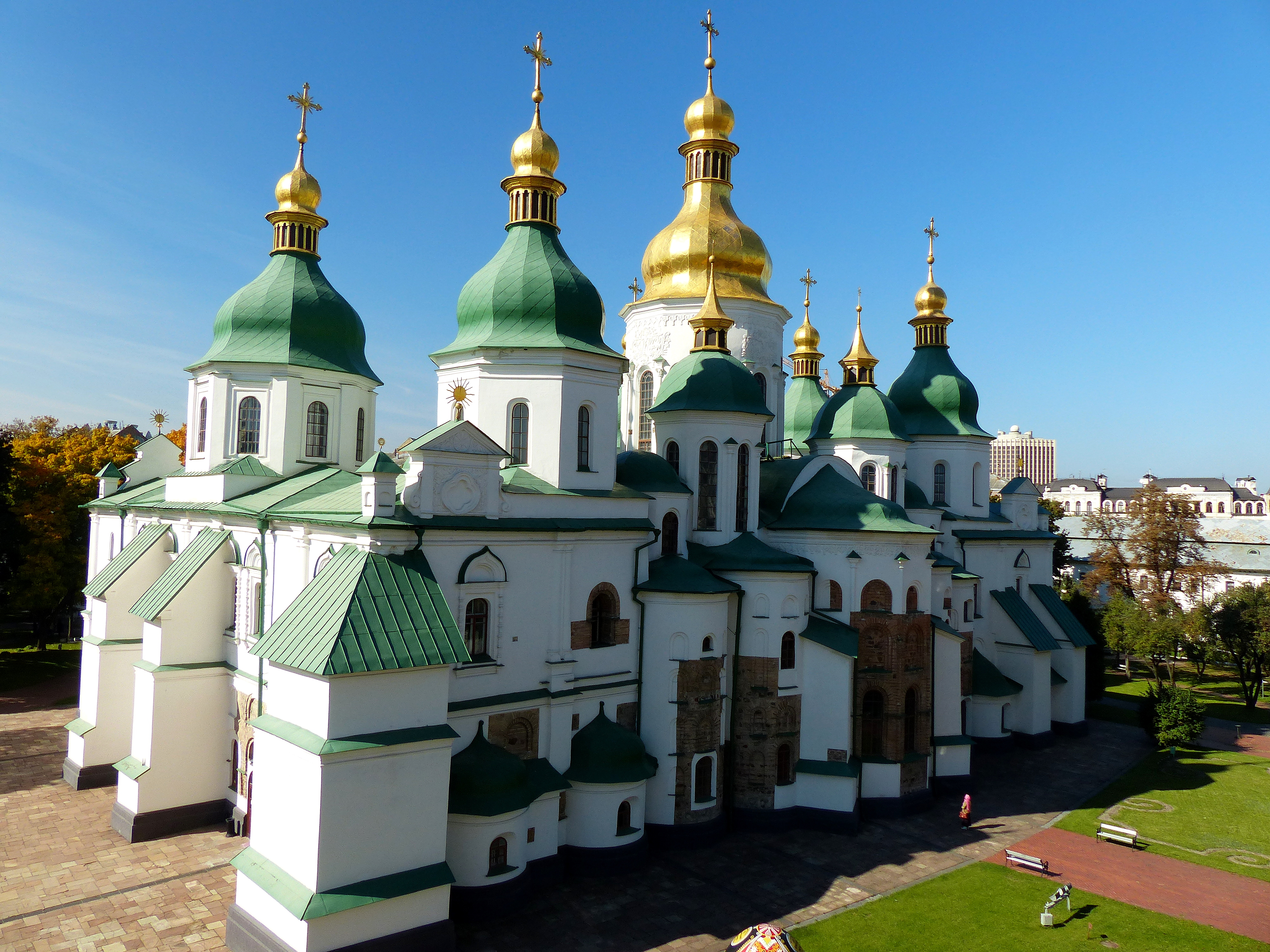
Софіївський собор
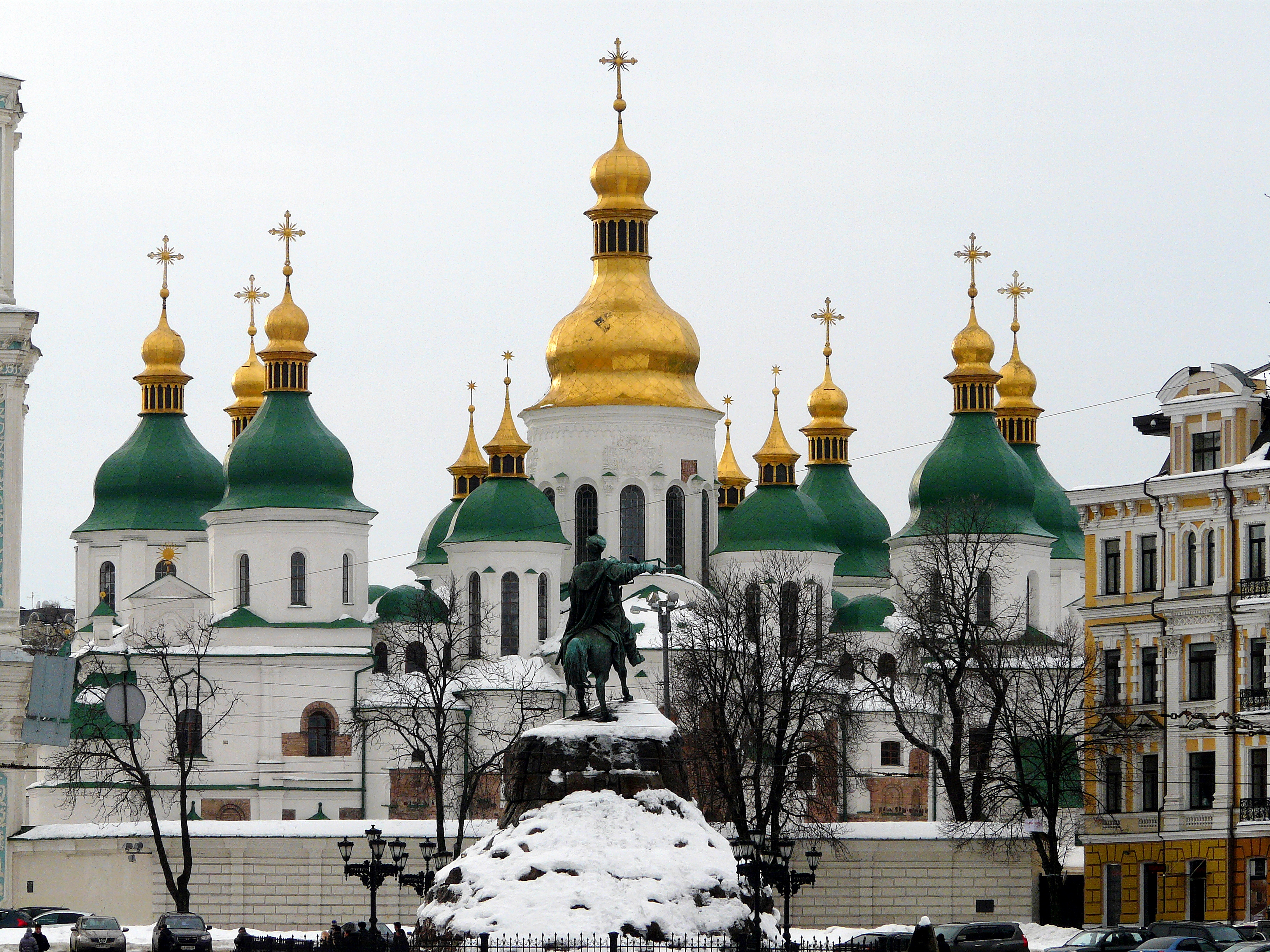
Комплекс Національного заповідника «Софія Київська»
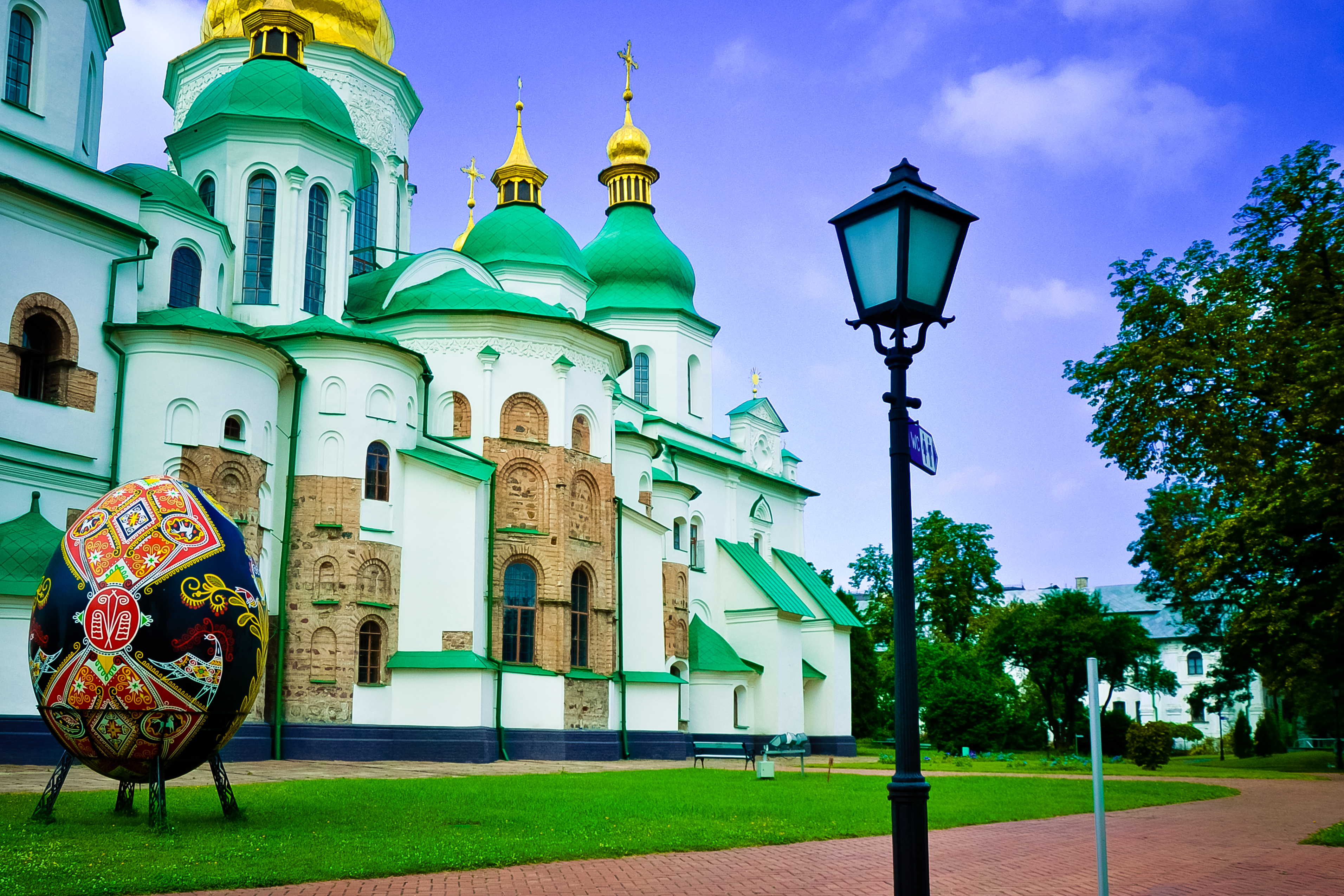
Софіївський собор
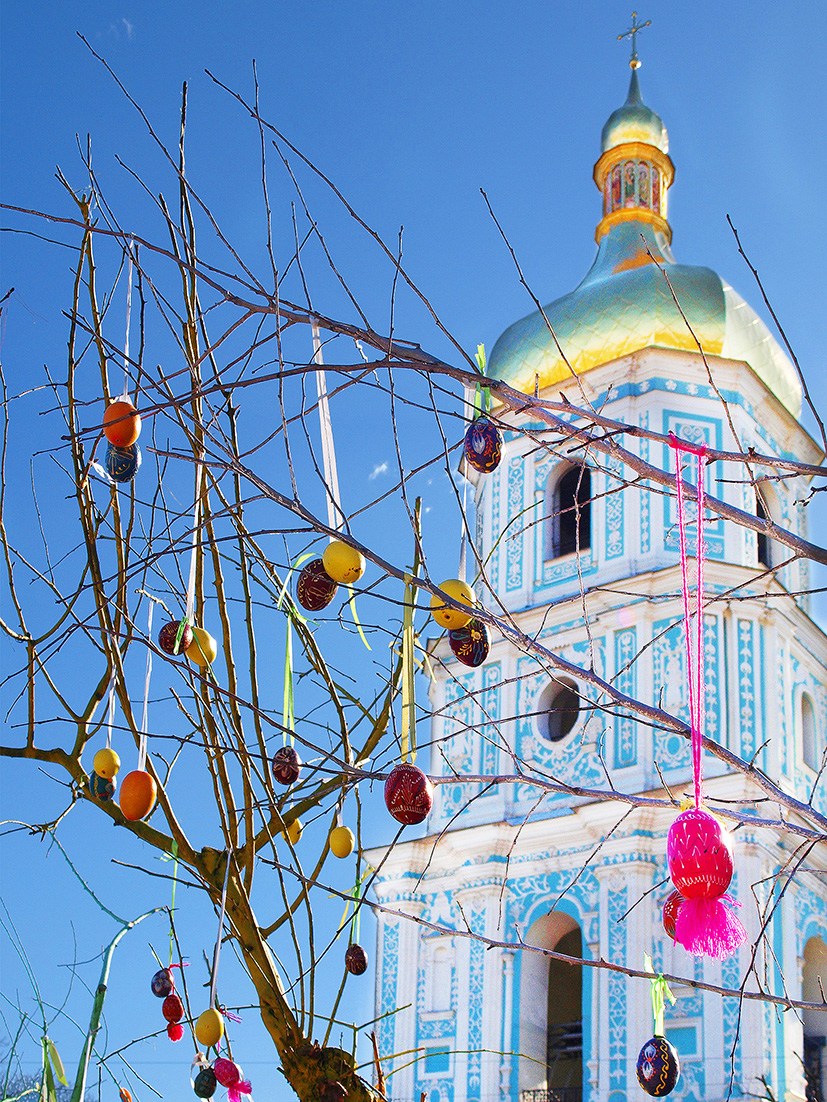
Великоднє дерево на Софії Київській
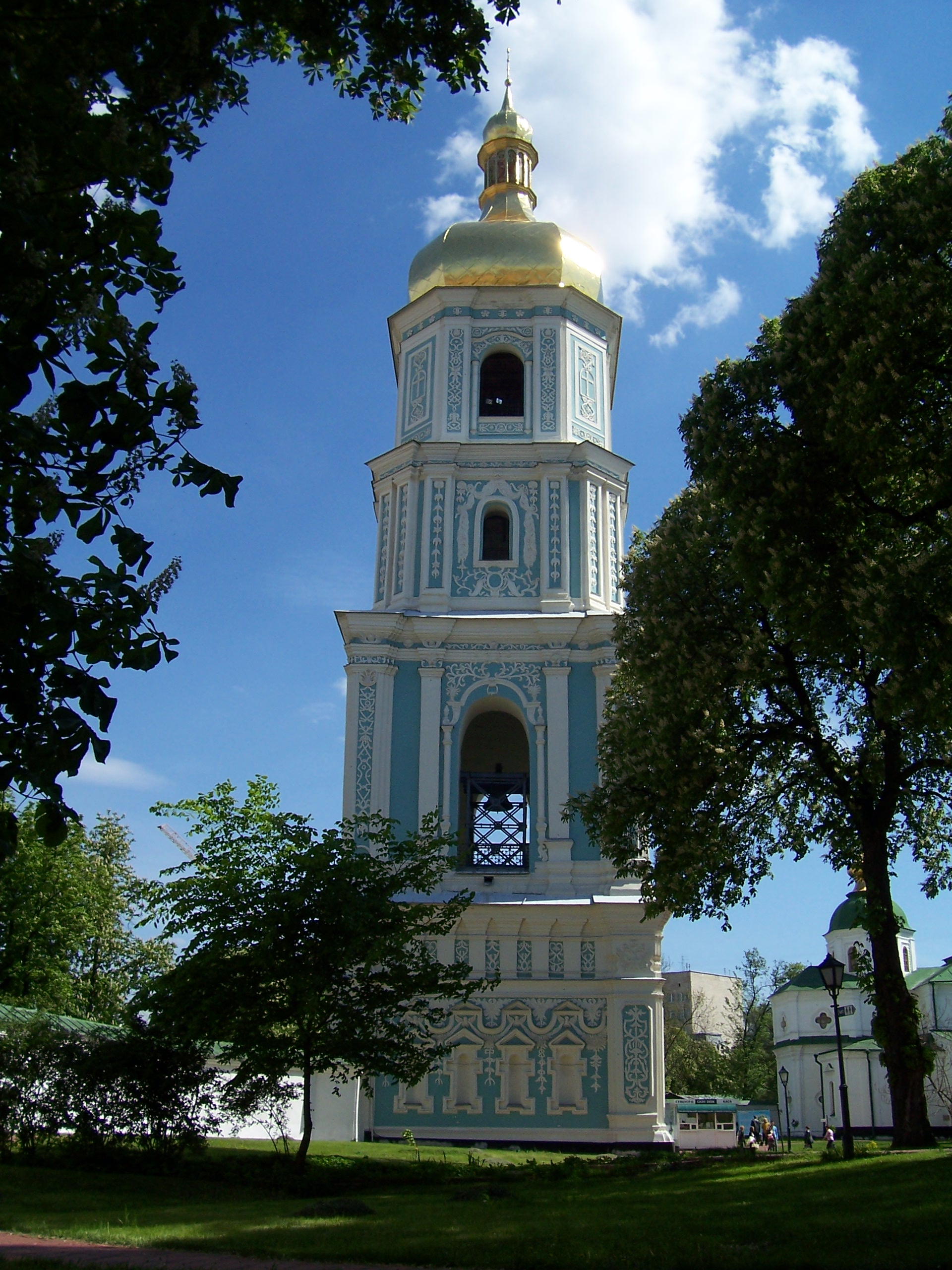
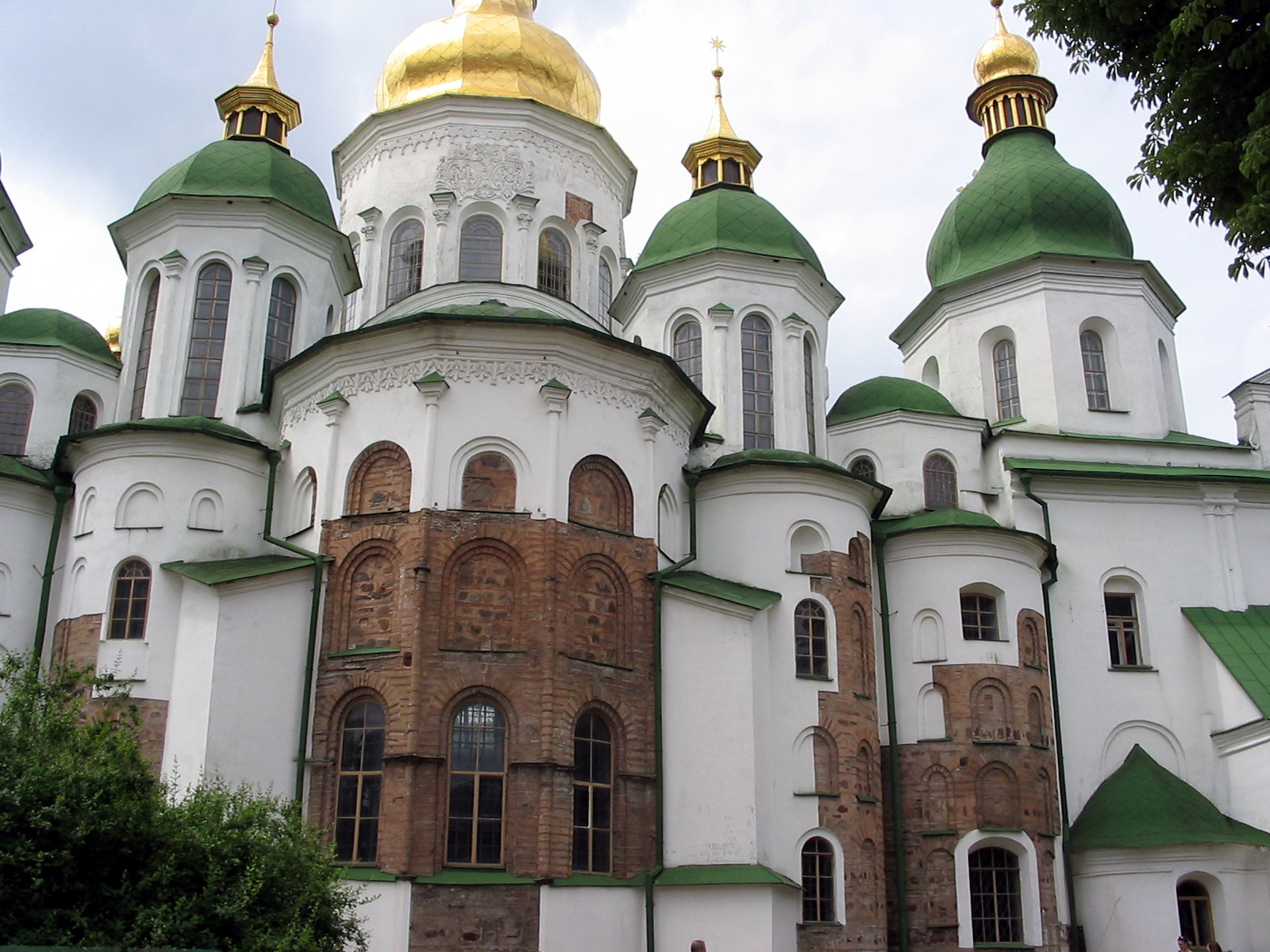
Софіївський собор